# 伍代夏子
伍代夏子（ごだい なつこ，1961年12月28日—，是日本的演歌女歌手，出生于日本东京都澀谷区，与藤彩子、坂本冬美、香西薰、长山洋子并称日本演歌界的演歌五美人。丈夫是日本歌手和男演员杉良太郎。

## 簡歷
1982年7月7日、以星ひろみ的藝名發表了首張單曲『愛管家』（恋の家なき子）。
1985年4月，以加川有希的藝名推出單曲『黎明到橫濱』（夜明けまでヨコハマ）再次出道。
1986年7月21日，以本名中川輝美 發行『夢絆』（夢きずな）。
1987年9月21日，以伍代夏子的藝名改唱演歌以『歸河』（戻り川）再次亮相。隔年獲頒全日本有线放送大奖中的最优秀新人奖。
1990年，單曲『悄悄的雨』（忍ぶ雨）大賣，成功上位成為矚目的演歌歌手。同年首次受邀出場紅白歌合戰。
1999年，與杉良太郎結婚。
至到2017年，總共出場紅白22次。
和坂本冬美公私關係都很好。
2010年8月得了丙型肝炎。判明感染了的時候是33歲，感染渠道不明（也因為沒有輸血等的經驗，想起大約小學時候 沒有預防注射）。從2009年起進行著干擾素的藥物治療，並且公佈感染的主要目的是幫助相同的丙型肝炎病人。。
杉良太郎，夏子評價他「男人中的極品」·「感情深厚」·「孝順」·「神經質的人」等等。。

## 作品
主要單曲作品
1. 歸河（戻り川／1987年9月21日）
2. 沒有水的河流（水なし川／1989年6月21日）
3. 悄悄的雨（忍ぶ雨／1990年5月21日） Oricon公信榜最高銷售記錄。
4. 戀挽歌（恋挽歌／1991年4月25日）
5. 雪中花／（1992年4月22日）
6. 懺悔戀愛（恋ざんげ／1993年4月21日）
7. 一人酒（ひとり酒／1994年1月21日）
8. 女人的自言自語（女のひとりごと／1995年4月1日）
9. 北方的船歌（北の舟唄／1995年10月21日）
10. 鳴門海峡（1996年4月21日）
11. 憂愁平野（1997年5月21日）
12. 港都戀歌（港恋唄／1998年3月11日）
13. 等待順風（風待ち湊／1999年2月24日）
14. 玫瑰酒場（はまなす酒場／2000年1月26日）
15. 滿月（満月／2000年9月20日）
16. 九十九坡（九十九坂／2001年4月25日）
17. 都忘れ（2002年5月15日）
18. 夜櫻迷子（夜桜迷い子／2003年3月19日）
19. 秘歌（秘め歌／2003年10月1日）
20. 兩人坡（ふたり坂／2004年5月19日）
21. 浮世坡（浮世坂／2005年2月23日）
22. 丹桂（金木犀／2006年1月1日）
23. 舟（2007年3月28日）
24. 京都二年坡（京都二年坂／2008年2月20日）
25. 黎明坡（夜明け坂／2009年2月4日）
26. 紅一輪（2010年2月10日）
27. 雾笛桥 （2011年2月2日）
28. 海峡の宿 （海峡之宿 / 2012年2月15日）

## 出演

### NHK紅白歌合戰出場歷
| 年度/放送回   | 回 | 曲目                     | 出演順 | 對戰相手      |          |
| ------------- | -- | ------------------------ | ------ | ------------- | -------- |
| 1990年/第41回 | 初 | 悄悄的雨（忍ぶ雨）       | 23/29  | G-clef        |          |
| 1991年/第42回 | 2  | 戀挽歌（恋挽歌）         | 7/28   | 冠二郎        |          |
| 1992年/第43回 | 3  | 雪中花                   | 17/28  | 吉幾三        |          |
| 1993年/第44回 | 4  | 懺悔戀愛（恋ざんげ）     | 17/26  | 夏之管        |          |
| 1994年/第45回 | 5  | 一人酒（ひとり酒）       | 5/25   | 堀内孝雄      |          |
| 1995年/第46回 | 6  | 北方的船歌（北の舟唄）   | 6/25   | 鄉裕美        |          |
| 1996年/第47回 | 7  | 鳴門海峽                 | 24/25  | 五木宏        | 大壓軸前 |
| 1997年/第48回 | 8  | 憂愁平野                 | 8/25   | 藤井郁弥      |          |
| 1998年/第49回 | 9  | 港都戀歌（港恋唄）       | 10/25  | 橋幸夫        | 前半壓軸 |
| 1999年/第50回 | 10 | 等待順風（風待ち湊）     | 10/27  | 東京小子      |          |
| 2000年/第51回 | 11 |                          | 6/28   | 大泉逸郎      |          |
| 2001年/第52回 | 12 | 九十九坡（九十九坂）     | 12/27  | 布施明        |          |
| 2006年/第57回 | 13 | 丹桂（金木犀）           | 7/27   | 菅止戈男      |          |
| 2007年/第58回 | 14 | 舟                       | 11/27  | 無限開關      |          |
| 2008年/第59回 | 15 | 京都二年坡（京都二年坂） | 3/26   | 北山毅        |          |
| 2009年/第60回 | 16 | 悄悄的雨（2回目）        | 4/25   | 北山毅（2）   |          |
| 2010年/第61回 | 17 | 一人酒（2回目）          | 4/25   | 细川贵志（2） |          |
| 2011年/第62回 | 18 | 丹桂（金木犀）（2回目）  | 6/22   |               |          |

### 電視節目
- 江戸喜剧（コメディーお江戸でござる／NHK綜合）
  - 與伊東四朗、櫻金造、江成和己共演（作為準正式演員登場）
- 踊る!さんま御殿!!（日本電視）
- 日本巨頭!（大御所ジャパン!／TBS）
- 永遠波瀾萬丈（いつみても波瀾万丈／日本電視）
- 歌謡びんびんハウス（朝日電視）
- 北野武的誰都是畢加索（たけしの誰でもピカソ／東京電視）
- 忘年會日本的歌（年忘れにっぽんの歌／東京電視）
- 一枚寫真（一枚の写真／富士電視）
- 徹子的房間（徹子の部屋／朝日電視）
- それいけ!民謡うた祭り（NHK綜合）司儀

## 商業廣告（CM）
- TableMark的冷凍食品（カトキチ（日语：テーブルマーク）の冷凍食品）

## 受獎歷
1988年
- 第21屆全日本有線放送大獎：最優秀新人獎
- 第21屆日本有線大獎：最優秀新人獎

1989年
- 第22屆全日本有線放送大獎：特別獎

1990年
- 第9屆大都會圈歌謠祭（メガロポリス歌謡祭）：演歌大獎女性部門
- 第16屆全日本歌謠音樂祭：金獎
- 第17屆横濱音樂祭：横濱音樂祭獎
- 第16屆日本演歌大獎：演歌明星獎
- 第21屆日本歌謠大獎：放送音樂獎
- 第23屆全日本有線放送大獎：優秀明星獎
- 第23屆日本有線放送大獎：有線音樂優秀獎

1991年
- 第10屆大都會圈歌謡祭：演歌大都會圈獎、年間暢銷（ロングセラー）獎
- 第18屆横濱音樂祭：横濱音樂祭獎
- 第17屆日本演歌大獎：演歌明星獎
- 第22屆日本歌謠大獎：放送音樂獎
- 第24屆全日本有線放送大獎：優秀明星獎
- 第24屆日本有線大獎：有線音樂優秀獎

1992年
- 第13屆松尾藝能獎：優秀獎
- 第23屆日本歌謠大獎：放送音樂獎
- 第25屆全日本有線大獎：優秀明星獎

1994年
- 第27屆全日本有線大獎：優秀明星獎

1995年
- 第28屆全日本有線大獎：吉田正獎
- 第37屆日本唱片大獎：特別獎

## 腳注
1. ↑  中日新聞・東京新聞『この道』第31回（2010年8月10日付夕刊）にて、夫の杉良太郎が語っている。（日文）
2. ↑  当時注射器は使い捨てではなく、消毒した後の使い回しだった。（日文）
3. ↑  伍代夏子 C型肝炎を激白!! 「絶対治ると信じています」 - 中日スポーツ・2010年8月11日（日文）
4. ↑  伍代夏子C型肝炎…杉「一緒に闘う」 的存檔，存档日期2010-12-08. - デイリースポーツ・2010年8月11日（日文）
5. ↑  中日新聞・東京新聞『この道』第31回（2010年8月10日付夕刊）にて。（日文）

## 外部連結
- Voice Music（日文）
- 伍代夏子官方網站（日文）
- 伍代夏子オフィシャルブログ Powered by Ameba （页面存档备份，存于）
- 伍代夏子｜SonyMusic （页面存档备份，存于）
- SonyMusic特設サイト （页面存档备份，存于）